# Modo turbo
Modo turbo è un singolo dei cantanti brasiliani Luísa Sonza e Pabllo Vittar, pubblicato il 21 dicembre 2020 come sesto estratto dalla prima raccolta di Luísa Sonza Só as brabas e incluso nel secondo album in studio Doce 22.
Il brano vede la partecipazione della cantante brasiliana Anitta.

## Pubblicazione
I tre interpreti hanno rivelato la copertina del singolo il 20 dicembre 2020, un giorno prima della sua uscita.

## Video musicale
Il video musicale, reso disponibile in concomitanza con la commercializzazione del brano, è stato diretto dal duo di registi Alaska: Gustavo Moraes e Marco Lafer.

## Tracce
Testi e musiche di Luísa Sonza, Arthur Marques, Diego Timbó e Rafinha RSQ.
1. Modo turbo (feat. Anitta) – 2:30

## Formazione
Musicisti
- Luísa Sonza – voce
- Pabllo Vittar – voce
- Anitta – voce aggiuntiva

Produzione
- DJ Renan da Penha – produzione
- Rafinha RSQ – produzione

## Successo commerciale
Modo turbo ha infranto il record per il debutto con più stream nella classifica giornaliera brasiliana di Spotify grazie ad oltre 1,4 milioni di riproduzioni, nonché il miglior debutto per una canzone cantata completamente in portoghese nella classifica generale della medesima piattaforma.

## Classifiche

### Classifiche settimanali
| Classifica (2020) | Posizione massima |
| ----------------- | ----------------- |
| Brasile           | 1                 |
| Portogallo        | 7                 |

### Classifiche di fine anno
| Classifica (2021) | Posizione |
| ----------------- | --------- |
| Brasile           | 34        |
| Portogallo        | 49        |